# 佐圣夫人叶黑勒氏
佐圣夫人叶黑勒氏是清朝顺治帝的保姆。
清朝官方资料中，顺治帝有三位保姆，但皆语焉不详:44。她的姓氏本身是传统滿族姓氏。故当代研究者指她与另两位保姆李嘉氏、朴氏同样是满洲旗人:138。
顺治帝、叶黑勒氏逝世多年后的康熙六十年（1721年），顺治帝之子康熙帝拜谒父亲的孝陵。其后，康熙帝应叶黑勒氏之孙怀诚、李嘉氏之子喀都礼的请求，追赠叶黑勒氏为佐圣夫人，李嘉氏为佑圣夫人。